# Prostoma graecense
Prostoma graecense es una especie de nemertino monostilífero de agua dulce de la familia Prostomatidae.

## Descripción
Gusanos de cuerpo cilíndrico, semitransparente, levemente aplanado y de extremos redondeados. Miden 0,5 a 2,5 cm de largo, pero pueden estirarse y contraerse mucho. El color del cuerpo va de amarillo pálido en los más pequeños a marrón anaranjado en los más grandes. En el extremo anterior presentan de 4 a 6 ocelos en forma de copa de color negro, los recién nacidos tienen siempre 4 y el número más frecuente es de 5. Tienen una trompa armada con un único estilete que puede observarse por transparencia dentro del rincocel o cuando sale por el rincoporo ubicado en el extremo anterior. Presentan un órgano frontal ciliado en forma de copa, dorsal al rincoporo. Son hermafroditas simultáneos y presentan varios ovotestis con un óvulo y varios espermatozoides ubicados alternadamente entre los divertículos intestinales. Depositan huevos esféricos de 0,032 mm de diámetro.

## Hábitat y distribución
Habita sobre algas filamentosas, plantas sumergidas y detritos vegetales, sobre los cuales se desliza por acción ciliar y en ocasiones por contracciones y estiramientos del cuerpo. Se alimenta de pequeñas larvas de insectos. Tiene una distribución cosmopolita, se la ha registrado en Europa, Asia, África, Australia, Nueva Zelandia, América del Norte, y América del Sur.